# 대단한 유혹
《대단한 유혹》(La Grande Seduction, Seducing Doctor Lewis)은 캐나다에서 제작된 장-프랑소아 풀리오 감독의 2003년 코미디 영화이다. 레이몽 부샤르 등이 주연으로 출연하였고 로저 프라피에 등이 제작에 참여하였다.

## 출연

### 주연
- 레이몽 부샤르
- 다비드 부탱
- 브누아 브리에르
- 피에르 꼴랭

### 조연
- 리타 라폰테인
- 루시 로리에
- 브루노 브랭쉐

## 한국어 더빙 성우진(KBS, 2006년 1월 1일)
- 안종국 - 제르맹 (레이몽 부샤르)
- 구자형 - 크리스토퍼 루이스 (다비드 부탱)
- 이호인 - 앙리 (브루아 브리에르)
- 정기항 - 이봉 (피에르 꼴렝)
- 김익태 - 이장
- 김정미 - 앨런 (리타 라폰테인)
- 나수란
- 주유랑
- 정현경
- 민지
- 윤세웅
- 고재균
- 박찬희

## 기타
- 미술: 다니엘 하멜린
- 미술: 노르망 사라쟁
- 의상: 루이즈 간느
- 배역: 루시 로비타이